# Вуктил (місто)
Вуктил (комі Вуктыл) — місто у Республіці Комі Російської Федерації та адміністративний центр Вуктильського міського округу. Знаходиться у передгір'ї Північного Уралу на річці Печора, поблизу злиття з нею річки Вуктил. За 575 км на північний схід від столиці республіки — міста Сиктивкар.
Заснований офіційно як селище нафтовиків при Вуктильському нафтогазоконденсантному родовищі 10 квітня 1968. Від нього бере початок газопровід "Сяйво Півночі" (Вуктил-Ухта-Торжок). У 1984 отримав статус міста. Населення росло протягом всього періоду існування Вуктила до початку 90-х років XX століття. Пік прийшовся на 1989. З початку 90-х і досі воно весь час скорочується.
| Рік  | Кількість населення |
| ---- | ------------------- |
| 1959 | 100 *               |
| 1979 | 16 800 *            |
| 1989 | 19 330 **           |
| 2002 | 14 472 **           |
| 2006 | 13 712              |
| 2009 | 13 023              |

Примітки: * Перепис (округлено) ** Перепис
На північний схід від Вуктила знаходить національний парк Югид-Ва, заснований 23 квітня 1994. Він займає площу в два мільйони гектарів. Також поряд з містом знайдені залишки декількох давніх стоянок.
Вуктил поєднаний трасою довжиною 230 км із Сосногорськом, станцією на Північній, колишній Печорській, залізниці. Поряд також знаходиться аеропорт «Вуктил». Пристань на Печорі.
Більшість місцевого населення зайняті у нафтогазовому і лісовому промислах, сплавом на Печорському сплавному рейді. Сільське господарство має локальне значення. Вирощують картоплю та інші овочі.